# Grammitis frigida
Grammitis frigida là một loài dương xỉ trong họ Polypodiaceae. Loài này được Ridl. Copel. mô tả khoa học đầu tiên năm 1942.